# Gerichtsbezirk Stanestie
Der Gerichtsbezirk Stanestie (auch Unter-Stanestie; rumänisch: Stănești; ruthenisch:  Staniwci) war ein dem Bezirksgericht Stanestie unterstehender Gerichtsbezirk im Herzogtum Bukowina. Der Gerichtsbezirk umfasste Gebiete im Osten der Bukowina bzw. im heutigen Rumänien. Das Gebiet wurde nach dem Ersten Weltkrieg Rumänien zugeschlagen und ist heute Teil des ukrainischen Anteils der Bukowina im Südwesten der Ukraine (Rajon Storoschynez bzw. Rajon Kizman).

## Geschichte
Im Zuge der Neuordnung des Gerichtswesen im Kaisertum Österreich waren im Juni 1849 die allgemeinen Grundzüge der Gerichtsverfassung in den Kronländern durch Kaiser Franz Joseph I. genehmigt worden. Hierauf ließ Justizminister Anton von Schmerling Pläne zur Organisierung des Gerichtswesens in der Bukowina ausarbeiten, die der Kaiser am 6. November 1850 per Verordnung ebenfalls genehmigte. Mit der Reorganisation ging die Abschaffung der landesfürstlichen Gerichte ebenso wie der Patrimonial-Gerichte einher, wobei Schmerling ursprünglich die Errichtung von 17 Bezirksgerichten plante und die Bukowina dem Oberlandesgericht Stanislau unterstellt werden sollte. Schließlich schufen die Behörden nur 15 Bezirksgerichte, die man dem Landesgericht Czernowitz bzw. dem Oberlandesgericht Lemberg zuordnete. Die Errichtung der gemischten Bezirksämter, die neben der Verwaltung auch die Justiz zu besorgen hatten, wurde schließlich per 29. September 1855 amtswirksam, wobei das Gebiet des späteren Gerichtsbezirks zu diesem Zeitpunkt Teil des Gerichtsbezirks Waschkoutz war. Nachdem dieser jedoch in der Folge aufgelöst worden war, bestand der neu geschaffene Gerichtsbezirk Stanestie 1869 aus den Gemeinden Berbestie, Bobestie, Czartoria, Draczynetz, Hlinitza, Kabestie, Kalinestie, Kostestie, Ober-Stanestie, Ostra, Unterstanestie und Woloka. Im Zuge der Trennung der politischen von der judikativen Verwaltung bildete der Gerichtsbezirk Stanestie ab 1868 gemeinsam mit dem Gerichtsbezirk Storozynetz den Bezirk Storozynetz.

## Bevölkerungszahlen
Der Gerichtsbezirk Stanestie beherbergte 1869 eine Bevölkerung von 16.743 Personen, bis 1900 stieg die Einwohnerzahl auf 22.249 Personen an. Von der einheimischen Bevölkerung hatten 1900 19.125 Ruthenisch (86,0 %) als Umgangssprache angegeben, 2838 Personen sprachen Deutsch (12,8 %), 105 Rumänisch (0,5 %) und 169 eine andere Sprache (0,8 %). Der Gerichtsbezirk umfasste 1900 eine Fläche von 216,69 km² bzw. 12 Gemeinden sowie 8 Gutsgebiete.
| Jahr | Ein- wohner | Deutsch- sprachige | Ruthenisch- sprachige | Rumänisch- sprachige | Anders- sprachige |
| ---- | ----------- | ------------------ | --------------------- | -------------------- | ----------------- |
| 1869 | 16.743      |                    |                       |                      |                   |
| 1880 | 18.671      | 2.411              | 15.268                | 686                  | 289               |
| 1890 | 20.212      | 2.769              | 15.717                | 1.430                | 287               |
| 1900 | 22.249      | 2.838              | 19.125                | 105                  | 169               |